# Johann Friedrich Preisig
Johann Friedrich Preisig (* 25. April 1787 in Schwellbrunn; † 22. Januar 1837 in Bühler; heimatberechtigt in Schwellbrunn) war ein Schweizer Unternehmer und Publizist aus dem Kanton Appenzell Ausserrhoden.

## Leben
Johann Friedrich Preisig war ein Sohn von Hans Jakob Preisig, verarmter Landwirt, und der Anna Schweizer. Im Jahr 1811 heiratete er Anna Katharina Alder, Tochter von Johannes Alder.
Er arbeitete zuerst als Weber. Ab circa 1811 war er Arbeiter in einer neu errichteten mechanischen Spinnerei in Schönengrund. Circa 1814 bis 1820 leitete er diese. Danach war er Leiter einer Spinnerei in Bühler.
Er vertrat die radikaldemokratischen Kräfte Appenzell Ausserrhodens. Im Jahr 1831 amtierte er als Revisionsrat. In den Jahren 1835 und 1836 sass er im Kleinen Rat. Von 1836 bis 1837 war er Gemeinderat und Gemeindeschreiber von Bühler. 1824 fungierte er als Stifter der Sparkasse Bühler. 1827 gründete er einen Lesezirkel. 1832 war er Gründungsmitglied der Appenzellischen Gemeinnützigen Gesellschaft. Diese präsidierte er von 1836 bis 1837. Ab 1815 verfasste er zahlreiche Zeitschriftenartikel sowie eine Gemeindegeschichte von Bühler.